# 伊万达尔道
伊万达尔道，是匈牙利巴兰尼亚州所辖的一个村。总面积7.67平方公里，总人口247，人口密度32.2人/平方公里（2011年1月1日）。